# Sajjad Ali
Sajjad Ali, född den 24 augusti 1966 i Karachi, är en pakistansk musiker, skådespelare, filmregissör, filmproducent och klassiskt skolad sångare.

## Filmografi

### Som kompositör
- Love Letter (1990)
- Aik Aur Love Story (1999)
- Mujhe Chand Chahiye (2000)
- Bol (2011)

### Som regissör
- Love Letter(1989)
- Aik Aur Love Story (1999)

### Som skådespelare
- Love Letter (1989)
- Munda Tera Deewana (1996)
- Aik Aur Love Story (1999)